# Plan 9 aus dem Weltall
Plan 9 aus dem Weltall ist ein Spielfilm mit Horror- und Science-Fiction-Elementen von Edward D. Wood jr. aus dem Jahr 1959.
In einer Leserumfrage des 1979 erschienenen Buches The Golden Turkey Awards wurde Plan 9 from Outer Space zum „schlechtesten US-Film aller Zeiten“ gewählt. Wegen seiner durchweg unfreiwilligen Komik in Dialogen und Handlung erlangte er Kultstatus und wird gelegentlich als humoristische Einlage auf Programmfilm-Festivals gezeigt. In seiner großen Fangemeinde erfreute sich der Film auch später noch großer Beliebtheit, vor allem wegen seiner zahlreichen Ungereimtheiten.
Nach dem Film wurde auch das Computer-Betriebssystem Plan 9 benannt.

## Handlung
Der Wahrsager Criswell stimmt das Publikum mit einem Monolog auf die folgenden Vorkommnisse ein. Er warnt die Zuschauer unter anderem vor sehr schockierenden und verstörenden, schwer zu ertragenden  Ereignissen.
Außerirdische versuchen, mit der Menschheit Kontakt aufzunehmen, weil sie befürchten, diese könnte mittels einer Solarbombe das ganze Weltall vernichten. Die Regierung leugnet aber die Existenz der Außerirdischen. Als Warnung an die Menschheit sollen Tote mittels Strahlen wiederbelebt werden. Das Raumschiff landet auf einem Friedhof. Drei dort bestattete Verstorbene werden in Gestalt von Ghulen wiederbelebt: ein alter Mann, der kurz zuvor von einem Auto überfahren worden ist, dessen verstorbene Frau und der von den Geistern der beiden ermordete Polizeiinspektor Clay.
In der Zwischenzeit werden im ganzen Land UFOs gesichtet und von der Armee bekämpft.
Gleich neben dem Friedhof lebt das Ehepaar Trent. Mr. Trent ist Flugkapitän und war bereits zuvor bei einem seiner Flüge Zeuge einer UFO-Erscheinung geworden. In seiner Abwesenheit wird Mrs. Trent vom wiedererweckten alten Mann im Schlafzimmer heimgesucht und flieht über den Friedhof, wo ihr auch die anderen Untoten auflauern. Sie kann aber entkommen und wird von einem Autofahrer gerettet.
Eros und Tanna, zwei Außerirdische, bringen zwei der Untoten zu ihrem Herrscher, der daraufhin die Anweisung gibt, den untoten alten Mann vor den Augen der Polizei und der Armee mittels eines Strahls zu neutralisieren. Nach der Ausführung ermitteln einige Polizisten und Colonel Edwards, ein Vertreter der Armee, mit Mr. Trent auf dem Friedhof. Sie lassen Mrs. Trent mit einem Polizisten alleine im Dienstwagen zurück. Diese wird daraufhin von dem untoten Polizeiinspektor entführt. Die Männer können inzwischen das Raumschiff betreten und mit Eros und Tanna Kontakt aufnehmen. Dabei erläutert ihnen Eros den Grund ihres Besuches, was Mr. Trent allerdings nicht wahrnimmt und ihn attackiert. Bei der Prügelei zwischen ihm und Eros gerät das Raumschiff in Brand. Die Menschen können sich retten; die beiden Außerirdischen werden bei einem verzweifelten Fluchtversuch Opfer einer Explosion. Die beiden anderen auf der Erde zurückgebliebenen Untoten können ohne die Strahlung des Schiffes nicht überleben. Die Regierung beschließt, die Erde auf die nächste vermeintliche Angriffswelle vorzubereiten. Der eigentlich friedliche Besuch der Außerirdischen wurde von der Menschheit missverstanden.
Criswell hält die Abschiedsrede und warnt, dass auch heute schon unerkannt Außerirdische unter den Menschen leben könnten.

## Hintergrund
Ed Wood hatte mit Bela Lugosi, der in den 1930er Jahren durch zahlreiche Horrorfilme, vor allem aber durch Dracula von Tod Browning, zu Weltruhm gelangt war, bereits die Filme Glen or Glenda und  1955 Die Rache des Würgers gedreht. Bevor er sein Projekt Plan 9 aus dem Weltall in Angriff nehmen konnte, verstarb Bela Lugosi, den Wood als Zugpferd einzusetzen gedachte. So wurde die Filmhandlung einfach schon vorher gedrehten Szenen angepasst. Nur wenige Minuten mit Lugosi sind im Film zu sehen: Lugosi verlässt sein Haus und riecht an einer Rose, seine Teilnahme an der Beerdigung seiner Frau und einige Bilder von ihm im Draculakostüm.  Um das Ganze „glaubwürdig“ zu gestalten, setzte Wood Tom Mason, den Chiropraktiker seiner Ehefrau, als Lugosis Double in ergänzenden Szenen ein. Da Mason keinerlei Ähnlichkeit mit Lugosi besaß, verdeckte er sein Gesicht bei all seinen Szenen mit einem Umhang.
Der „Wahrsager“ Criswell, die TV-Ansagerin Maila Nurmi alias Vampira, die sich vorher stets geweigert hatte, in Ed-Wood-Filmen mitzuspielen und dies bei Plan 9 aus dem Weltall aus finanziellen Gründen tat, sowie der Wrestler Tor Johnson wurden nicht zuletzt durch ihre Mitwirkung in Plan 9 from Outer Space zu Kultfiguren der Trash-Kultur.
Wood konnte für den Film Mitglieder einer Baptistengemeinde als Geldgeber gewinnen, die mit den „Gewinnen“ aus dem geplanten Science-Fiction-Horror-Film einen religiösen Film („The Billy-Sunday-Story“) finanzieren wollten. Sämtliche Darsteller und Mitarbeiter des Films mussten sich deshalb taufen lassen. Bei der Zeremonie soll Regisseur Ed Wood seinem Hang zum Transvestitismus nachgegangen sein und ein Kleid getragen haben. Auf Betreiben der Baptisten musste Wood den ursprünglichen Titel Grave Robbers from Outer Space ändern. „Grabräuber“ erschien ihnen blasphemisch.
In Tim Burtons Filmbiografie Ed Wood von 1994  mit Johnny Depp in der Titelrolle wird die Produktion von Plan 9 aus dem Weltall ausführlich nachgezeichnet. Anders als in der Realität wird darin das Werk bereits bei seiner Premiere ein großer Erfolg.

## Filmfehler und Ungereimtheiten
Plan 9 aus dem Weltall enthält eine Vielzahl von handlungsbezogenen Ungereimtheiten, inkonsistenten Requisiten und Szenenübergängen sowie handwerklichen Mängeln, die als klassische Filmfehler gelten.
- Tag und Nacht wechseln sich im Verlauf der Handlung mehrfach völlig zufällig ab.
- Am Anfang des Filmes wird die Beerdigung der Frau des alten Mannes gezeigt. Die Totengräber, die anschließend das Grab zuschaufeln, befinden sich aber nicht auf einem Friedhof, und das Grab ist nirgends zu sehen.
- Bei der Beerdigung steht bereits ein sehr alt und verwittert aussehender Grabstein auf dem Grab. Grabsteine werden üblicherweise aber erst nach der Beisetzung angebracht.
- Der Geistliche liest während der Bestattung in seinem Gebetbuch, macht aber keine einzige Mundbewegung, die darauf hinweisen würde, dass er auch spricht.
- Bela Lugosi läuft aus dem Bild. Aus dem Off sind kreischende Bremsen zu hören, und der Kommentator teilt mit, dass der Mann überfahren wurde. Dabei ist aber weiterhin der Schatten des stehenden Mannes auf dem Boden deutlich zu sehen.
- Sind Raumschiffe im Bild zu sehen, sind deren Motorengeräusche zu hören. Wenn in der gleichen Szene auf die von ihnen bedrohten Menschen geschnitten wird, hört man nichts von ihnen.
- Die Drähte, an denen die Schiffe bewegt werden, sind teilweise sichtbar.
- Trent berichtet seiner Frau, dass das von ihm gesichtete Raumschiff die Form einer Zigarre hatte. Im Bild sieht man aber stets Raumschiffe in Untertassenform.
- Im Flugzeugcockpit und im Inneren des Raumschiffes sind teilweise die gleichen Apparaturen im Gebrauch.
- Im Flugzeugcockpit ist der Schatten des Mikrofons zu sehen.
- Die viel zu kleinen Grabsteine und Kreuze fallen um oder wackeln mehrmals, als die Akteure diese streifen.
- Die Kleidung der wiedererweckten Toten ist nicht schmutzig, obwohl sie gerade einem Erdgrab entstiegen sind.
- Die Polizisten fahren in einem Polizeiwagen los und kommen in einem völlig anderen Auto an.
- Trotz des Wissens um die großen Gefahren auf dem Friedhof geht Inspector Clay alleine los, und alle anderen Beamten bleiben beim Wagen.
- Inspector Clay wird direkt nach seinem Ableben begraben, ohne dass es eine gerichtsmedizinische Untersuchung oder dergleichen gegeben hätte. Auch ein Geistlicher, der die Abdankungsrede hält, ist – nachts – plötzlich zur Stelle.
- Das Grab, das zu sehen ist, bevor Inspector Clay ihm entsteigt, ist für diesen viel zu klein.
- Die Trents wohnen nur wenige Schritte neben dem Friedhof und werden von der Polizei abgeholt, um die dortigen Vorkommnisse zu untersuchen. Trotzdem fahren sie im Wagen beim Friedhof vor.
- Das Mobiliar verschiebt sich während des Gesprächs der Trents mehrfach.
- In diesem Gespräch nennt Trent seine Frau – gespielt von Mona McKinnon – Mona, obwohl deren Rollenname Paula ist.
- Als Flugkapitän Trent sich für mehrere Tage von seiner Frau verabschiedet, nimmt er als Gepäck lediglich eine Damenhandtasche mit.
- Mrs. Trents Buch liegt aufgeschlagen neben ihr auf dem Bett, während sie schläft. Als der Untote ihr Schlafzimmer betritt, ist das Buch an einer anderen Stelle aufgeschlagen.
- In Mrs. Trents Schlafzimmer hängt nach dem Auftritt des Untoten ein anderes Bild an der Wand über dem Bett als davor.
- Mrs. Trent flieht vor dem Untoten über den Friedhof. Nach einem Schnitt auf den Untoten sieht man sie im nächsten Bild nochmals die gleiche Strecke laufen, aber diesmal fällt sie in der Mitte des Friedhofes, über den sie zuvor schon geflüchtet war, hin. Noch mehrere Male überquert sie danach dieselbe Szenerie.
- Bei ihrer Flucht aus dem Haus ist Mrs. Trent zunächst barfuß, nachher, auf dem Friedhof und bei ihrer Rettung durch den Autofahrer, trägt sie Schuhe.
- Der Untote verliert ungewollt seinen Umhang und zieht ihn wieder herauf.
- Als der Untote zerfällt, bleibt nur sein Skelett übrig. Seltsamerweise bleibt auch sein Umhang erhalten, nicht aber seine sonstige Kleidung.
- Mrs. Trent ist von panischer Angst erfüllt, als sie mit ihrem Ehemann und den Beamten auf dem Friedhof ankommt. Trotzdem schläft sie – nur bewacht vom trotteligen Polizisten Kelton – kurz darauf friedlich auf dem Rücksitz des Autos ein, während sie auf die Rückkehr der Männer wartet.
- Ein fortschrittlicher Sprachcomputer wurde entwickelt, der die Sprache erstmaliger Drohungen übersetzt. Dennoch ist die Kommunikation beim Zusammentreffen mit den Außerirdischen (Eros und Tanna) auch ohne den Einsatz des Computers problemlos möglich.
- Bei der Prügelei zwischen Mr. Trent und Eros verschwindet plötzlich der umgefallene Tisch.
- Durch seine Augenbewegungen verrät Criswell deutlich, dass er seine Monologe am Anfang und am Ende des Films abliest.

## Kritiken
„Science-Fiction-Film, der als schlechtester Film aller Zeiten gilt und diesem Titel inhaltlich und formal alle Ehre macht.“

„Die Besetzung war ohne Ausnahme gräßlich. Die Spezialeffekte waren lächerlich, und armselig waren sogar die paar Szenen mit Lugosi. Die Szene, in der sich Tor Johnson aus dem Grab erhebt, sind die besten fünf Sekunden des ganzen Streifens.“

Am 23. August 2019 wurde der Film im Rahmen der Tele-5-Reihe Die schlechtesten Filme aller Zeiten gezeigt.

## Weiterverarbeitungen

### Dokumentarfilm
1992 erschien mit Flying Saucers over Hollywood (Originaltitel Flying Saucers Over Hollywood: The ‘Plan 9’ Companion) ein Dokumentarfilm, der sich ausführlich mit der Entstehungsgeschichte von Plan 9 From Outer Space befasst. Es wurden Interviews mit den damals Beteiligten wie Gregory Walcott und Carl Anthony sowie mit weiteren bekannten Vertretern des Horror-/Science-Fiction-Genres geführt, unter anderem Forrest J. Ackerman, Joe Dante oder Sam Raimi. Eingegangen wird auch auf Ed Woods Leben und Schaffen.

### Deutschsprachiges Remake
1999 begannen Dreharbeiten an einem deutschsprachigen Remake unter Leitung des Bamberger Punk-Musikers und Künstlers Else Admire, entwickelten sich jedoch bald zu einem experimentellen, thematisch nur noch lose verknüpften Projekt. Da bald zahlreiche Mitarbeiter starben und kein Geld mehr vorhanden war, wurde der Film nie fertiggestellt. Einige Prominente hatten Gastauftritte als Leichen, unter anderem Tocotronic, die Ärzte und Smudo. Die Szene mit Tocotronic zeigt angeblich die Band beim Simulieren eines Alienangriffs in der Münchner Fußgängerzone.

### Farb-Version
Im Jahr 2006 wurde der Schwarzweißfilm vom US-amerikanischen Label Legend Films für eine DVD-Veröffentlichung nachträglich koloriert. In Deutschland wurde die Farbversion am 14. Mai 2010 von S.A.D. Home Entertainment auf DVD veröffentlicht.

### Filmadaption als Theaterstück
50 Jahre nach dem Erscheinen des Filmklassikers brachte Wolfs Reviertheater am 5. September 2009 den schlechtesten Film aller Zeiten im Duisburger Kleinkunsttheater Die Säule in Uraufführung auf die Bühne. Michael Hoch legte das Theaterskript Plan 9 aus Outer Space vor und führte Regie in einem heiteren Trash-Drama, das ebenfalls ohne Spezialeffekte, mit belanglosen Dialogen sowie Filmfehlern und Requisiten aus der Spielzeugabteilung eine dadaistische Adaption des Kultklassikers sehr frei nach Ed Wood hervorbrachte.

### Musikalische Adaption der Band Human Prey
Die Leipziger Death-Metal-Band Human Prey veröffentlichte 2021 das Konzeptalbum Grave Robbers from Outer Space als direkte Hommage an den Film. Dabei wählten sie den vom Regisseur eigentlich favorisierten Namen als Albumtitel aus. Das textliche Konzept sowie Audiosamples sind dem Film entliehen.

## Neuverfilmung
2015 entstand unter der Regie von John Johnson eine Neuverfilmung des Films mit dem Titel Plan 9.